# Луб'янка (притока Немильної)
Луб'я́нка — річка в Чернігівській області України та Гомельській області Білорусі, ліва притока річки Немильня басейну Дніпра. 
Довжина річки становить 10 км, з них на території Білорусі — 4 км, України — 3 км, слугує державним кордоном — 3 км. 
Річка починається в селі Глибоцьке (Білорусь) і протікає на захід. У районі смт Добрянка, є кордоном між країнами. Впадає до річки Немильня (басейн Сожу) на північній околиці Добрянки. 
У верхів'ї ведуться торфорозробки. В Добрянці збудовано ставок. 
На річці містечко Добрянка (Україна) та село Глибоцьке (Білорусь).